# Thorleif Olsen
Thorleif Werner Olsen, detto Toffa (Oslo, 15 novembre 1921 – Oslo, 11 marzo 1996), è stato un calciatore norvegese.

## Caratteristiche tecniche
Olsen occupava in campo il ruolo di ala destra.

## Carriera

### Club
Ha militato nel Vålerenga Fotball (unica squadra nel corso della carriera) dal 1945 al 1963; ha collezionato 146 presenze ufficiali nel campionato norvegese, segnando 8 reti.

### Nazionale
Ha disputato 34 incontri con la nazionale norvegese, senza realizzare alcuna rete. Ha preso parte ai Giochi olimpici del 1952 di Helsinki.